# I Wanna Be Down
Singles de Brandy
Baby
(1994)
I Wanna Be Down est un single de l'artiste américaine Brandy, issue de son premier album, Brandy (1994).

## Classements
| Classement (1994)              | Meilleure position |
| ------------------------------ | ------------------ |
| Australie (ARIA)               | 12                 |
| Nouvelle-Zélande (RMNZ)        | 11                 |
| Royaume-Uni (UK Singles Chart) | 36                 |
| États-Unis (Hot 100)           | 6                  |
| États-Unis (R&B/Hip-Hop Songs) | 1                  |

| Pays       | Certification |
| ---------- | ------------- |
| États-Unis | Or            |